# 拜金女王的性愛派對
《拜金女王的性愛派對》（英語：Girls to Buy），是一部2021年上映的波蘭情色電影，本片描述杜拜伴遊女郎的生活。由瑪麗亞·薩多夫斯卡執導，保利娜·加旺斯卡、卡塔芝娜·費古拉 、卡塔芝娜·薩夫楚丘克 、奧爾嘉·卡利茨卡 、朱力歐·貝羅堤、尤瑟夫·帕夫沃夫斯基等人主演。

## 演員
- 保利娜·加旺斯卡（波兰语：Paulina Gałązka）
- 朱力歐·貝羅堤
- 卡塔芝娜·費古拉（波兰语：Katarzyna Figura）
- 卡塔芝娜·薩夫楚克（波兰语：Katarzyna Sawczuk）
- 奧爾嘉·卡利茨卡（波兰语：Olga Kalicka）
- 尤瑟夫·帕夫沃夫斯基（波兰语：Józef Pawłowski (aktor)）

## 發行
本片於2021年11月26日在波蘭上映、2022年6月24日在台灣上映。
除了波蘭本土及台灣上映之外，因諸多隱射人物、宗教關係，被中東多國禁映，在第74屆康城影展進行商業試片，口碑反應都十分出眾。印尼、馬來西亞等民風較保守的地區片商，在看完電影後都目瞪口呆，驚訝於片中大量的裸露鏡頭，直呼「比A片還誇張」，但礙於法規、宗教關係無法在自己國家上映，只能趁影展搶先欣賞；而新加坡與香港片商則是備感興趣，積極搶購，最終獲安排於2022年8月18日及9月1日上映。